# آنخل ئررا برا
آنخل ئررا برا (انگلیسی: Ángel Herrera Vera؛ زادهٔ ۲ اوت ۱۹۵۷) بوکسور اهل کوبا بود.